# Connect (azienda)
CONNECT Inc. (株式会社コネクト?, Kabushiki-gaisha Connect) è uno studio di animazione giapponese, sussidiaria della Silver Link, fondato nell'aprile del 2012. La maggior parte delle opere della Connect sono coproduzioni con la sua casa madre. A partire dall'ONA Monster Strike, lo studio sta lavorando sempre meno con la sua casa madre, producendo anime come Strike the Blood III, Senryū shōjo, e Ore o suki na no wa omae dake ka yo.

## Lavori

### Serie TV
| Anno | Titolo                                     | Direttore/i                     | Episodi | Note                                                                                              | Riferimenti |
| ---- | ------------------------------------------ | ------------------------------- | ------- | ------------------------------------------------------------------------------------------------- | ----------- |
| 2013 | Strike the Blood                           | Takao Sano Hideyo Yamamoto      | 24      | Adattamento della serie light novel il cui autore è Gakuto Mikumo. Coprodotto con la Silver Link. | [ 2 ]       |
| 2015 | Chaos Dragon                               | Hideki Tachibana Masato Matsune | 12      | Basato sul gioco Red Dragon role-playing game. Coprodotto con la Silver Link.                     | [ 3 ]       |
| 2016 | Ange Vierge                                | Masafumi Tamura                 | 12      | Basato sulle trading card game della Kadokawa e Sega. Coprodotto con la Silver Link.              | [ 4 ]       |
| 2017 | Armed Girl's Machiavellism                 | Hideki Tachibana                | 12      | Adattamento della serie manga scritta da Yūya Kurokami. Coprodotto con la Silver Link.            | [ 5 ]       |
| 2018 | Death March to the Parallel World Rhapsody | Shin Ōnuma                      | 12      | Adattamento della serie light novel scritta da Hiro Ainana. Coprodotto con la Silver Link.        | [ 6 ]       |
| 2019 | Senryū shōjo                               | Masato Jinbo                    | 12      | Adattamento della serie manga scritta da Masakuni Igarashi.                                       | [ 7 ]       |
| 2019 | Ore o suki na no wa omae dake ka yo        | Noriaki Akitaya                 | 12      | Adattamento della serie light novel scritta da Rakuda.                                            | [ 8 ]       |
| 2021 | Mahōka kōkō no yūtōsei                     | Hideki Tachibana                | 13      | Adattamento della serie manga scritta da Tsutomu Satō.                                            | [ 9 ]       |
| 2022 | Slow Loop                                  | Noriaki Akitaya                 | 12      | Adattamento della serie manga scritta da Maiko Uchino.                                            | [ 10 ]      |
| 2023 | Ayakashi Triangle                          | Noriaki Akitaya                 | 12      | Adattamento della serie manga scritta da Kentaro Yabuki.                                          | [ 11 ]      |
| 2024 | Nozomanu fushi no bōkensha                 | Noriaki Akitaya                 | TBA     | Adattamento della serie light novel scritta da Yū Okano.                                          | [ 12 ]      |
| 2024 | Seiyū Radio no ura omote                   | Hideki Tachibana                | TBA     | Adattamento della serie light novel scritta da Kō Nigatsu.                                        | [ 13 ]      |

### OAV/ONA
| Anno      | Titolo                                  | Direttore/i      | Episodi | Note                                                                                           | Riferimenti |
| --------- | --------------------------------------- | ---------------- | ------- | ---------------------------------------------------------------------------------------------- | ----------- |
| 2014      | Bonjour Sweet Love Patisserie           | Noriaki Akitaya  | 24      | Basato sul gioco mobile della more games. Coprodotto con la Silver Link.                       |             |
| 2014      | Alice in Borderland                     | Hideki Tachibana | 3       | Adattamento di una serie shōnen manga il cui autore è Haro Aso. Coprodotto con la Silver Link. | [ 14 ]      |
| 2015      | Strike the Blood: Valkyria no Ōkoku-hen | Hideyo Yamamoto  | 2       | Seguito di Strike the Blood. Coprodotto con la Silver Link.                                    |             |
| 2016      | Strike the Blood II                     | Hideyo Yamamoto  | 8       | Seguito di Strike the Blood: Valkyria no ōkoku-hen. Coprodotto con la Silver Link.             | [ 15 ]      |
| 2016      | Monster Strike: Rain of Memories        | Hideo Tachibana  | 1       | Coprodotto con la Ultra Super Pictures.                                                        | [ 16 ]      |
| 2017      | Armed Girl's Machiavellism              | Hideki Tachibana | 1       | Coprodotto con la Silver Link.                                                                 | [ 17 ]      |
| 2018-2019 | Strike the Blood III                    | Hideyo Yamamoto  | 10      | Seguito di Strike the Blood II.                                                                | [ 18 ]      |
| 2020      | Strike the Blood: Kieta seisō-hen       | Hideyo Yamamoto  | 1       | Seguito di Strike the Blood III.                                                               | [ 19 ]      |
| 2020-2021 | Strike the Blood IV                     | Hideyo Yamamoto  | 12      | Seguito di Strike the Blood IV.                                                                | [ 19 ]      |
| 2020      | Ore o suki na no wa omae dake ka yo     | Noriaki Akitaya  | 1       | Seguito di Ore o suki na no wa omae dake ka yo                                                 | [ 20 ]      |
| 2022      | Strike the Blood Final                  | Hideyo Yamamoto  | 4       | Seguito di Strike the Blood IV                                                                 | [ 21 ]      |